# Dicranoglossus resplendens
Dicranoglossus é um género de coleópteros carabídeos pertencente à subfamília Anthiinae.
O género Dicranoglossus possui apenas uma espécie, Dicranoglossus resplendens.